# 笠井達彦
笠井 達彦（かさい たつひこ、1956年3月15日 - ）は、日本の外交官、ロシア経済研究者。日本国際問題研究所ロシア研究センター主任研究員や、一橋大学大学院社会学研究科客員教授等を経て、駐カザフスタン特命全権大使。

## 人物・経歴
長崎県出身。1974年長崎県立大村高等学校卒業。1978年に長崎大学経済学部貿易学科卒業後、外務省に入省し、イギリス陸軍学校ロシア語学科や、モスクワ大学でロシア語研修を受けた。
ロシアの経済移行の研究などを行い、1996年にはバーミンガム大学ロシア東欧研究センターで、論文"The structure of the dual money flow in the former Soviet economy and subsequent inflation up to 1992"により社会学修士の学位を取得。2002年日本国際問題研究所ロシア研究センター主任研究員兼研究調整部長に就任。2003年一橋大学大学院社会学研究科地球社会研究専攻客員教授、九州大学客員教授。
2005年在カザフスタン日本国大使館一等書記官、在キルギス日本国大使館臨時代理大使。2008年欧州復興開発銀行日本代表理事代理、ビシュケク人文大学名誉博士。2011年在英国日本国大使館一等書記官。同年外務省欧州局ロシア課上席専門官兼日露経済室長。2012年外務省欧州局ロシア課企画官兼日露経済室長。2013年外務省大臣官房文化交流・海外広報課国際文化協力室長。2014年ウラジオストク総領事。2018年駐カザフスタン特命全権大使。

## 著書
- 『南東欧諸国外国投資促進調査』日本国際問題研究所 2003年